# Kratippos von Athen
Kratippos von Athen (griechisch Κράτιππος Krátippos, latinisiert Cratippus) war ein antiker griechischer Geschichtsschreiber. Er soll im späten 5./frühen 4. Jahrhundert v. Chr. gelebt haben.
Über Kratippos ist nur sehr wenig bekannt. Dionysios von Halikarnassos berichtet, dass Kratippos ein Zeitgenosse des Thukydides gewesen sei und dessen Werk, das 411 v. Chr. endet, fortgesetzt habe. Auch habe er sich im Proömium mit dem Problem der thukydideischen Reden beschäftigt. Das Werk ist jedoch nicht erhalten. Plutarch hat eine knappe Inhaltsangabe überliefert. Demnach reichte das Werk bis etwa zur Schlacht von Knidos 394 v. Chr. und scheint eine pro-athenische Tendenz besessen zu haben. In ihm wurde u. a. über die vorschnellen Handlungen des Alkibiades am Hellespont, die Taten des athenischen Strategen Thrasyllos bei Lesbos, die Beseitigung der Oligarchie durch den attischen Politiker Theramenes sowie die Wiederherstellung der athenischen Seemacht durch Konon berichtet.
Von einigen Forschern – beispielsweise Felix Jacoby – wurde Kratippos als später „Schwindelautor“ betrachtet, der kein Zeitgenosse des Thukydides gewesen sei. Dem widersprachen jedoch andere auf Basis der inhaltlichen Überlieferung. Heute gilt die Schwindelhypothese als widerlegt. Klaus Meister und andere Forscher betrachten Kratippos vielmehr als bedeutenden Historiker. Er gilt in der aktuellen Forschung als der wahrscheinlichste Autor der Hellenika Oxyrhynchia.

## Textausgabe
- Felix Jacoby (Hrsg.): Die Fragmente der griechischen Historiker Nr. 64